# 馬自達RX-7
馬自達RX-7（日语：マツダ・RX-7）是由日本馬自達汽車公司自1978年至2002年間製造販售、搭載轉子引擎的雙門跑車。關於車名的由來，「R」代表Rotary轉子引擎，「X」為代表未來的象徵記號，而「7」是馬自達內部的車型代碼，比如馬自達2、馬自達5分別為小型車、轎式多功能休旅車車型。在車迷之間，則常以車型代號的開頭二字譬如「FC」、「FD」來作為各代車型的暱稱。

## 概要
1978年3月時，以RX-3後繼車款姿態的「Savanna RX-7」（（日語）サバンナRX-7，因為RX-3在日本稱為Savanna）車名公開發表。1991年第三代上市，時值馬自達採行多品牌行銷策略，故冠以副品牌「Ẽfini」，在日本名為「Ẽfini RX-7」（（日語）アンフィニ・RX-7）。1997年10月，停止使用Ẽfini副品牌，且整合了全國Ẽfini和Eunos兩個銷售通路系統，才改以馬自達RX-7稱呼。2002年8月由於無法通過日本汽車廢氣排放的環保法規，才停止生產。在此期間，全世界總共生產了811,634輛。
美國《人車誌汽車雜誌》（Car and Driver Magazine）曾經五度將RX-7列入年度十大風雲車。

## 歷史

### 第一代SA22C/FB3S型（1978-1985年）
1978年 - 3月時RX-7（日本國內稱為サバンナRX-7）以RX-3後繼車款之姿面世，開發代號為X605。以馬自達SA平台為底，搭載12A型雙轉子、自然進氣的轉子引擎。由於彼時發生第一次石油危機，原廠採用可將排氣再度燃燒的溫控反應器（thermal reactor），燃料消耗率比前代車型提升了40%。翌年則廢止溫控反應器，將12A型引擎改為稀薄燃燒（lean-burn）方式；並且更改尾燈和前側裙的形狀，幫助風阻係數Cd值從0.36降至0.34。
1983年 - 小改款時日本地區追加12A型渦輪增壓轉子引擎，最大馬力可達165hp / 6,000rpm。1984年至1985年間外銷世界的RX-7則搭載1.3L的13B-RESI型燃油噴射轉子引擎，最大馬力135hp、最大扭力183N·m。根據原廠的說法，從0加速到50mph只需6.3秒。
前輪懸吊系統採用麥花臣式（MacPherson strut），後輪則採瓦氏四連桿式（Watt's linkage 4-link）懸吊系統。乘坐兩人時，車身前後配重比例達50.7：49.3，加上1,100公斤的車重（此款車是歷代最輕的），更增加了其操控性能。
此代車款在全球共出售了474,565輛，其中美國地區占了377,878輛。1983年美國《人車誌汽車雜誌》（Car and Driver Magazine）把RX-7列為年度十大風雲車；2004年美國《跑車國際雜誌》（Sports Car International Magazine）在其「七〇年代頂尖跑車」名單中將RX-7列為第七名。

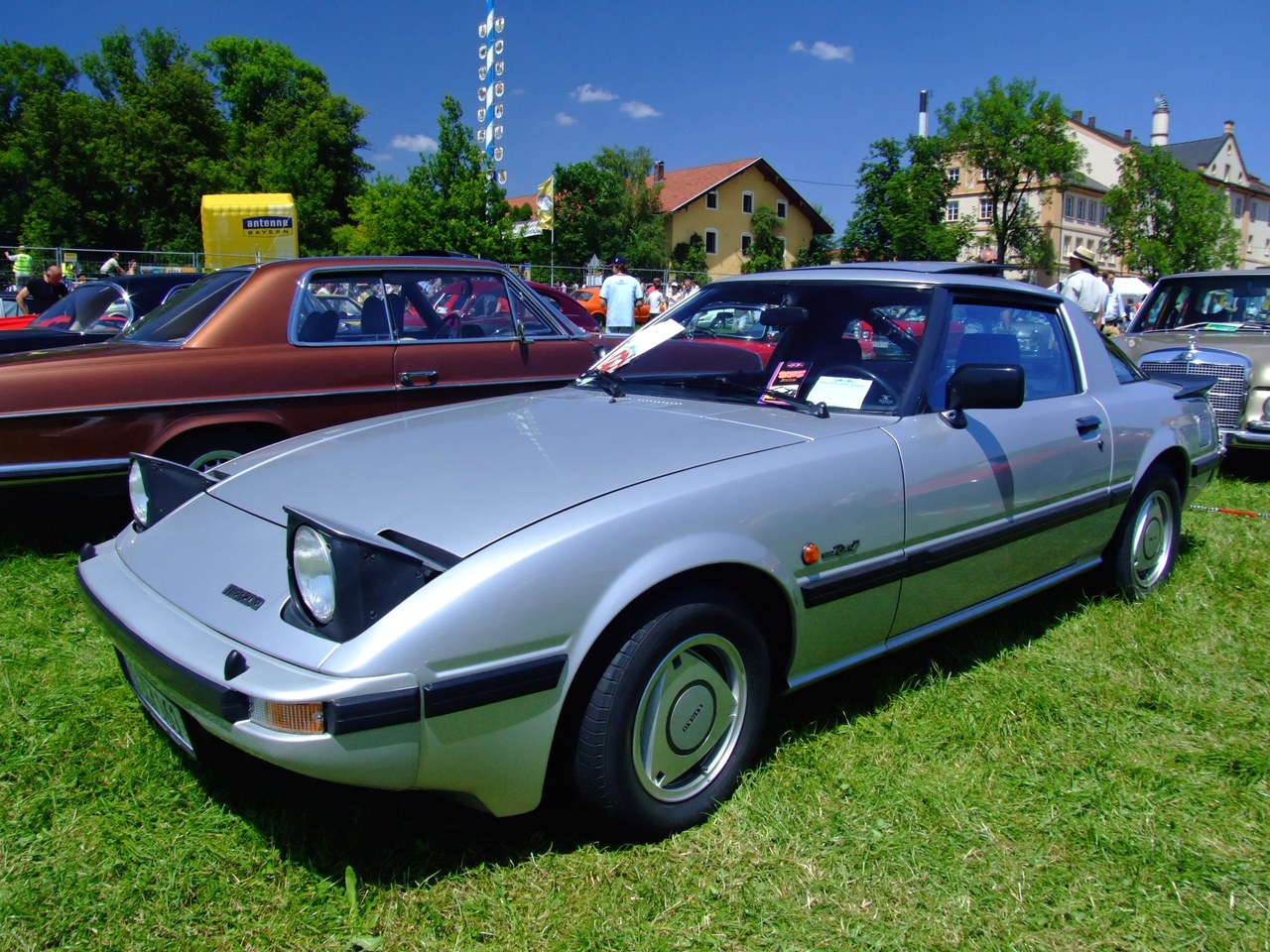
車頭
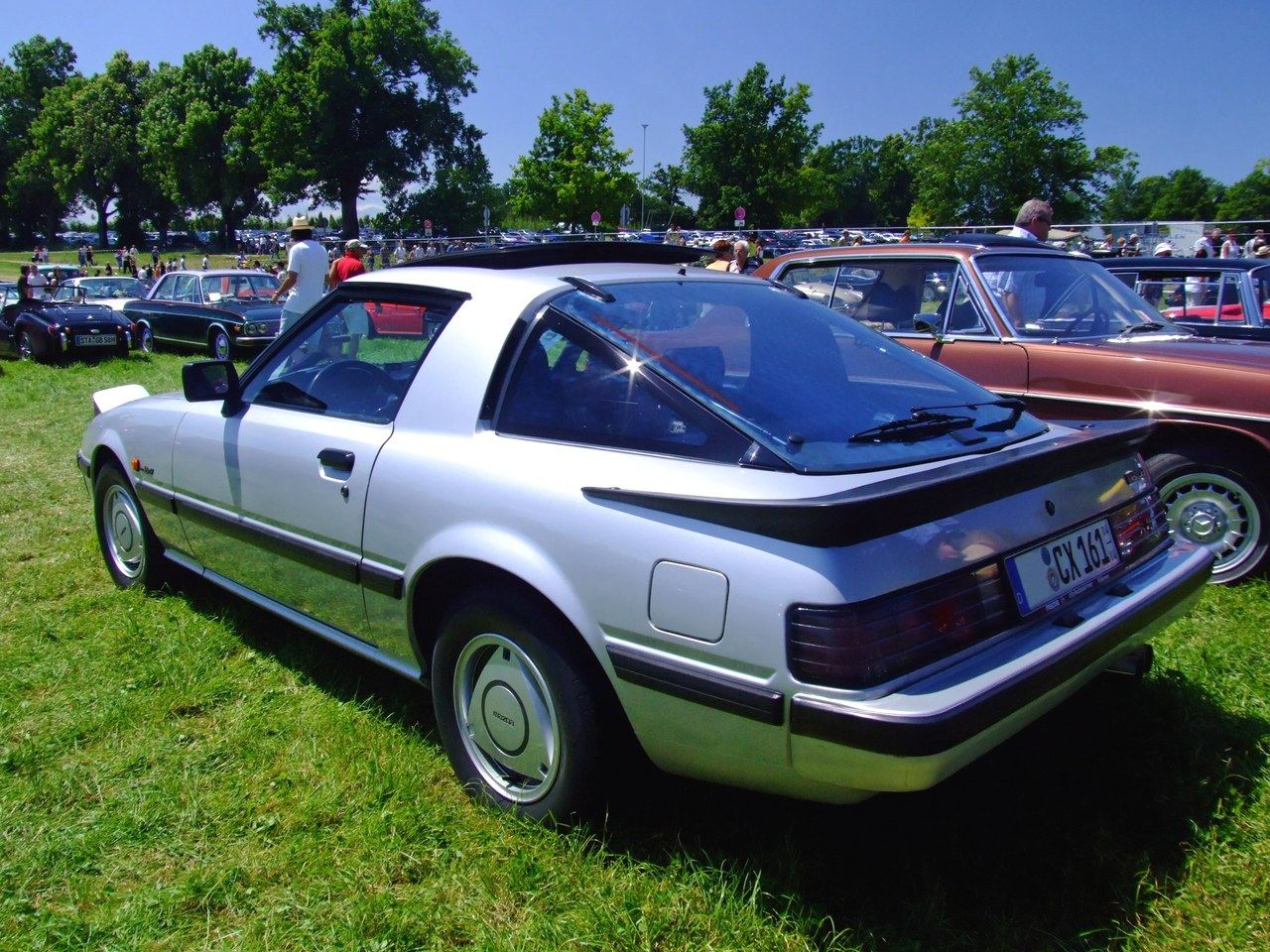
車尾
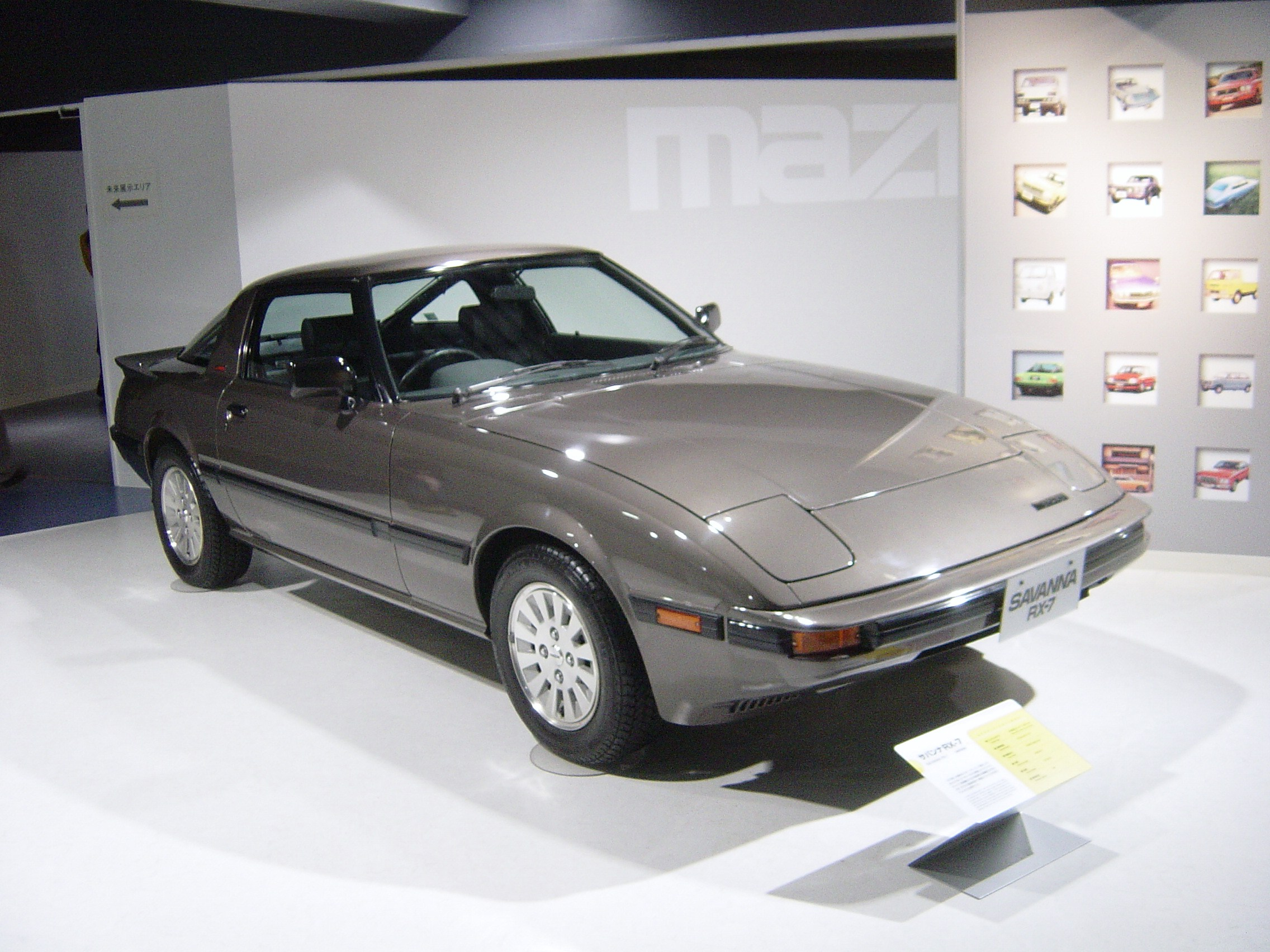
馬自達博物館展示的第一代RX-7
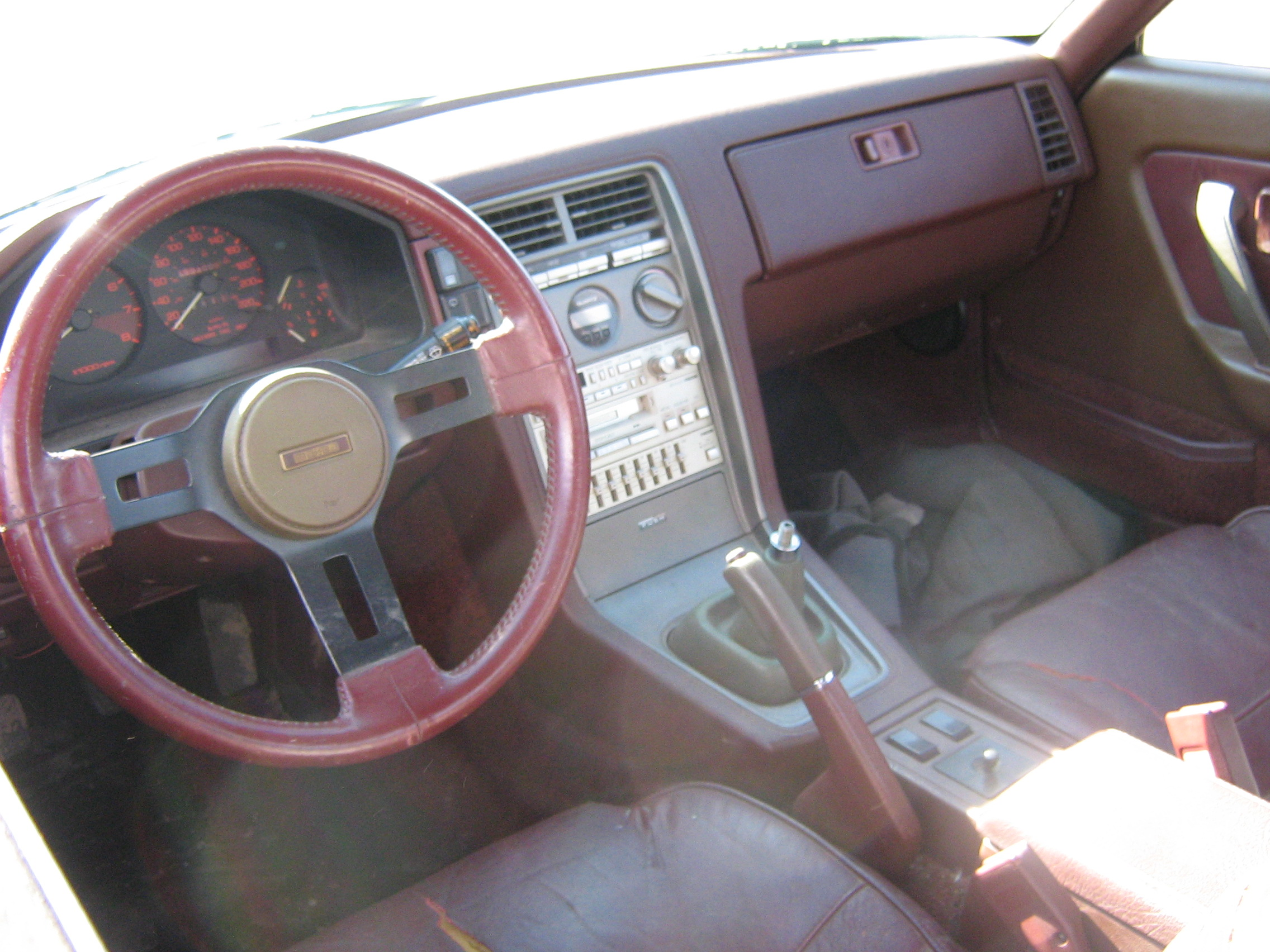
車室內裝
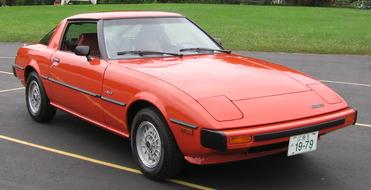
第一代前期型

### 第二代FC3S型（1985-1991年）/ FC3C型敞篷車型（1987-1992年）
1985年 - 10月進行大改款。除了日本本土外，美國為RX-7最大的市場。當年保時捷944系列在北美洲市場非常暢銷，於是此代外觀造型以保時捷944和保時捷924為藍本，造成當時汽車雜誌遂以「平民保時捷」來形容第二代RX-7。
此款車以FC平台為基礎，開發代號為P747。引擎改採內附中冷器的13B-DEI型渦輪增壓轉子引擎，輸出功率提升至185ps / 6,500rpm，另有自然進氣型版本可供選購。銷售海外市場則以自然進氣版引擎為主，但美國地區亦可選購渦輪增壓引擎。馬自達特別在避震系統組件下功夫，增加動態追蹤懸吊系統（Dynamic Tracking Suspension System，縮寫為DTSS）與自動調整懸吊系統（Auto Adjusting Suspension，縮寫為AAS），提高過彎時的穩定性。操控亦大幅度改善，因為前一代FB容易發生轉向過度（oversteer）的毛病。轉向也有改善，前一代FB採循環球與螺母式轉向（recirculating ball and nut steering），此代FC則改採更精密的齒條與小齒輪式轉向（rack and pinion steering）。此外，前輪的制動系統為日本國內首見的鋁合金鍛造四活塞卡鉗煞車系統。
1989年 - 4月進行小改款：改進空氣流量計、尾燈由方形改為圓形三燈、改良懸吊系統、後視鏡與車門同色、更改前後保險桿的造型、鋁合金輪圈，另外變更前座、中控台與儀表的造型設計。動力方面也改良渦輪增壓器，並提高引擎壓縮比，使得最大馬力向上提升至205ps。而且引擎的轉子與飛輪經過輕量化處理，提高油門的反應速度。
此代車款在全球共出售272,027輛，其中1986年在美國市場售出86,000輛，並於1988年達到銷售量的尖峰。1986年美國《汽車趨勢雜誌》（Motor Trend Magazine）把RX-7評選為「年度最佳進口車」，而1987年美國《人車誌汽車雜誌》（Car and Driver Magazine）第二度將RX-7列為年度十大風雲車。

#### 特別仕樣車
「Savanna RX-7・∞」（（日語）サバンナRX-7アンフィニ）是日本地區曾四度發售過的特別規格雙人座車款，其中無鉛高級汽油版更誇口最大馬力可達215ps / 6,500rpm。此外在1991年8月，也就是下一代FD3S型問世之前，馬自達以787B贏得利曼24小時耐力賽綜合優勝，FC3S亦曾推出「優勝限量版」（winning limited）發售。

#### FC3C型敞篷車型
1987年8月為了紀念馬自達推出轉子引擎量產車20週年，故推出FC3C敞篷車型。在日本、英國與其他地區，此車款有渦輪增壓版轉子引擎可選購，但美國市場則為自然進氣版。1991年大改款的第三代RX-7問世時，敞篷版的FC3C在日本依然持續銷售至1992年10月為止，當月並推出限定數量的最終版車款，平台與引擎與FC3S皆同。

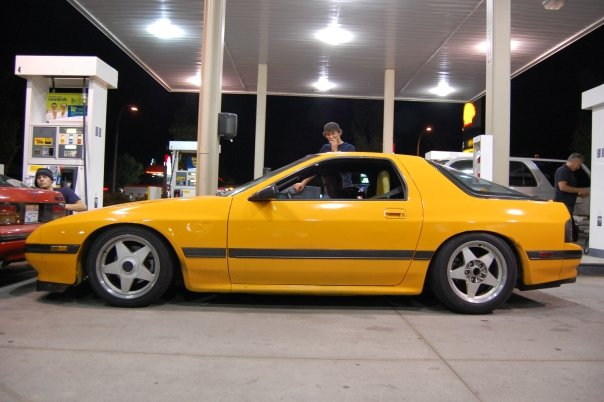
此FC經過改裝
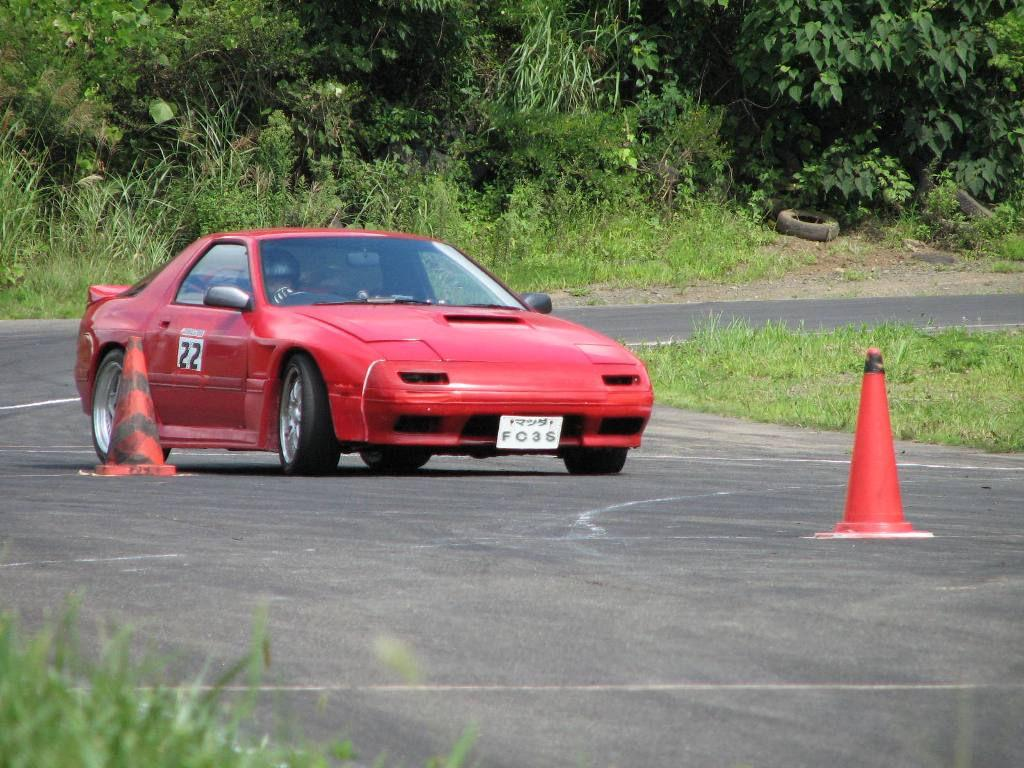
一輛FC正在繞錐
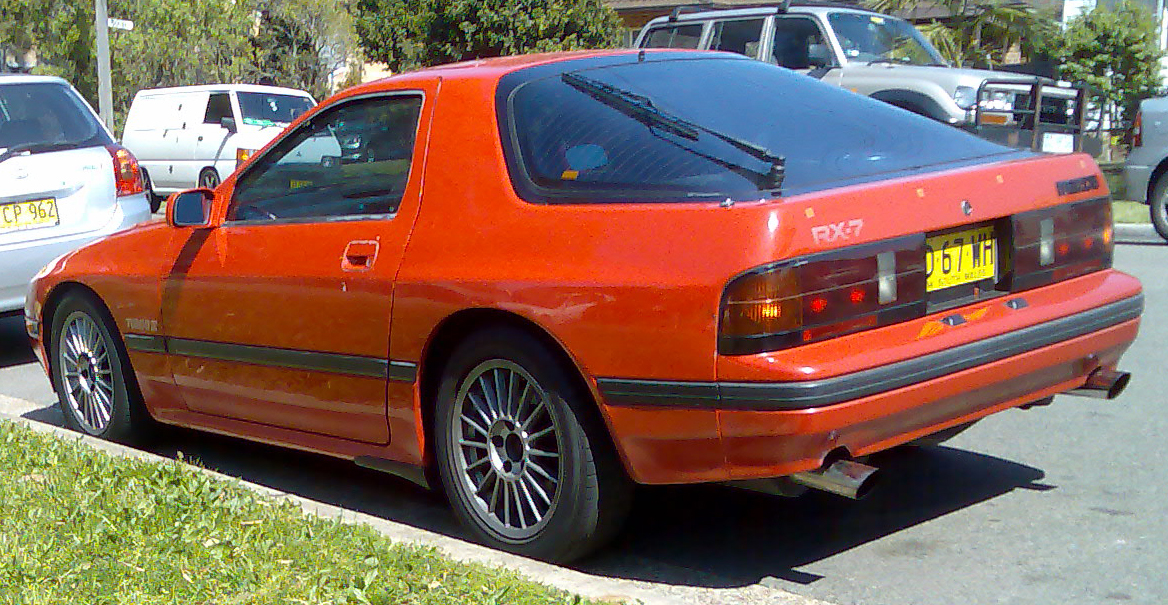
第二代RX-7車尾（澳洲）
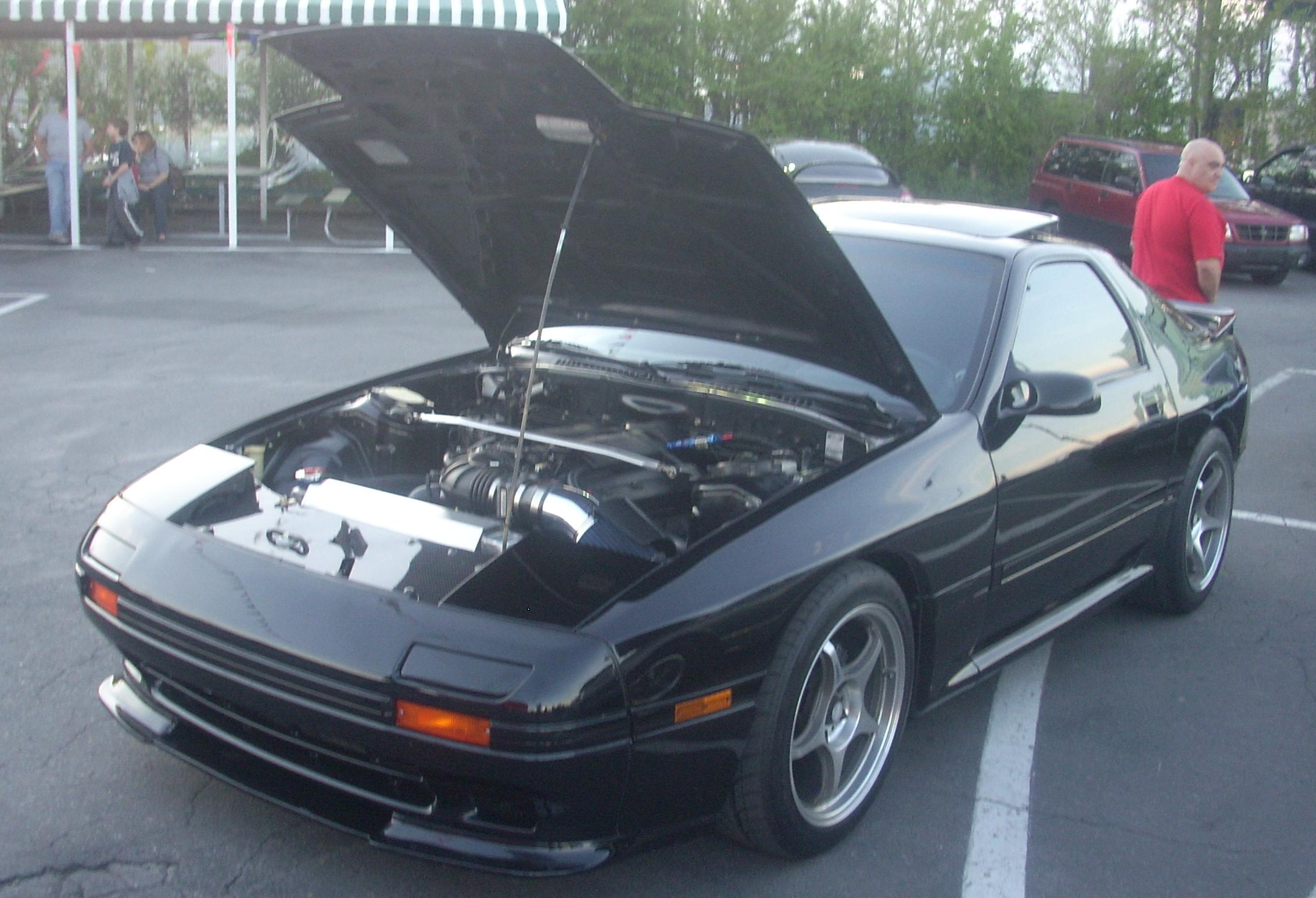
第二代RX-7（加拿大）

### 第三代FD3S型（1991-2002年）
1991年 - 10月馬自達公開發表大改款的第三代RX-7，同年12月開始正式交車。在日本地區上市時仍稱「Ẽfini RX-7」（（日語）アンフィニ・RX-7），且僅在「Ẽfini」銷售商通路發售。直至1997年10月，停用副品牌Ẽfini，且整合全國Ẽfini和Eunos兩個銷售通路系統，才改以馬自達RX-7（開發代號為X105）稱呼，並更改車頭、車尾的公司銘牌標誌。
此代車款更外擴的四輪與加大尺碼的輪圈輪胎增強了操控穩定性，懸吊系統上採前、後雙A臂獨立懸吊，懸臂以鋁合金製成，且阻尼係數亦偏運動化的設定。此外，由於引擎蓋的造型設計，轉子引擎之位置下移了50mm，除增加貼地性外，也使得車身配重比達到50：50。
此代車款之13B-REW型轉子引擎採序列式雙渦輪增壓系統（sequential twin turbocharged system），並降低壓縮比，使得最大馬力達255ps / 6,500rpm，最大扭力30.0kg-m / 5,000rpm。該序列式雙渦輪增壓系統經由日立的協助而開發，由兩顆渦輪增壓器組成：一開始先將所有廢氣集中在第一顆直徑51mm的小渦輪，使該渦輪在低轉速時（約1,800rpm）作動，減少渦輪遲滯（turbo lag）的現象。當接近第一顆渦輪的最大工作轉速時，廢氣開始被導入第二顆直徑57mm的大渦輪；一旦引擎轉速達到約4,000rpm的作動範圍，所有廢氣被集中在此渦輪而全力作動。往後的小改款馬自達陸續提升馬力，1996年1月為265ps（手排版），1999年1月更一舉攀升至日本車廠自主馬力上限的280ps。
第三代RX-7於美國和加拿大地區銷售的時間只有1993年至1995年，為255ps馬力的版本；該版本亦於英國售出了124部。接著1996至1998年的265ps馬力版本因為只有製造右駕車款，因此僅於澳洲、紐西蘭、英國、日本等採取右駕的國家發售。而1999年達到280ps馬力巔峰的小改款，僅限日本國內販售。以下將第三代RX-7販售的十一年間，所歷經的小改款次數整理如下：
前期型
- 1型（1991年2月起）：引擎最大馬力255ps。
- 2型（1993年8月起）：加強車身剛性、加大避震器並可調整阻尼、增加中央扶手、強化內裝質感，追加Type RZ與Type R II兩個級距。此型曾在北美洲地區發售。
- 3型（1995年3月起）：追加Type R-S級距。此型曾在北美洲地區發售。

中期型
- 4型（1996年1月起）：ECU由8位元提高至16位元，故手排版馬力達265ps、自排版馬力達255ps。尾燈造型改成圓形三連燈式，且尾翼加大。此型曾在澳洲、紐西蘭、英國、日本等右駕國家發售。

後期型
- 5型（1999年1月起）：除手排版馬力提高至280ps（Type RB手排版則為265ps）、自排版255ps外，前保險桿的進氣壩改成五角形，頭燈改為整合式，尾翼形式再度變更，前座雙安全氣囊與ABS防鎖死煞車系统為全車型標準配備。此型僅於日本地區發售。
- 6型（2000年9月起）：ABS防鎖死煞車系统之控制單元由8位元提高至16位元，避震系統可調，追加EBD電子制動力分配系統，儀表板的照明顏色改為紅色。外觀方面修改了整合式尾燈、前保險桿、尾翼等。

當時第三代RX-7是全世界唯一搭載轉子引擎的量產市售車，且追求車體輕量化、引擎高出力的純種跑車之市場定位非常明顯。但是主要目標市場日本、歐洲與北美洲對跑車的需求日漸萎縮，加上世界各國對汽車廢氣排放標準的規定日趨嚴格，2002年8月馬自達不得不對這部純種跑車吹出熄燈號，總計第三代RX-7在全球共售出了68,589輛。
在RX-7停產之前，馬自達在2002年4月推出最終特別限定車款「RX-7 Spirit R版」：包含17吋BBS製鋁合金輪框、紅色煞車卡鉗、Recaro賽車桶椅等配備。2002年8月26日馬自達宇品工廠所生產的最後一輛RX-7，是一部鐵灰色塗裝的Spirit R TypeA車型，該部車後來被馬自達公司收藏為展示用車。隨後在原廠員工與消費者參與見證的典禮中，純種跑車RX-7正式停產。
美國《人車誌汽車雜誌》（Car and Driver Magazine）在1993年至1995年間連續三次將RX-7列為年度十大風雲車；而美國《花花公子雜誌》在1993年將RX-7與道奇Viper一同評比，結果他們把RX-7評為年度好車。此外，該部車更獲得1992年度RJC年度國產風雲車的獎項。

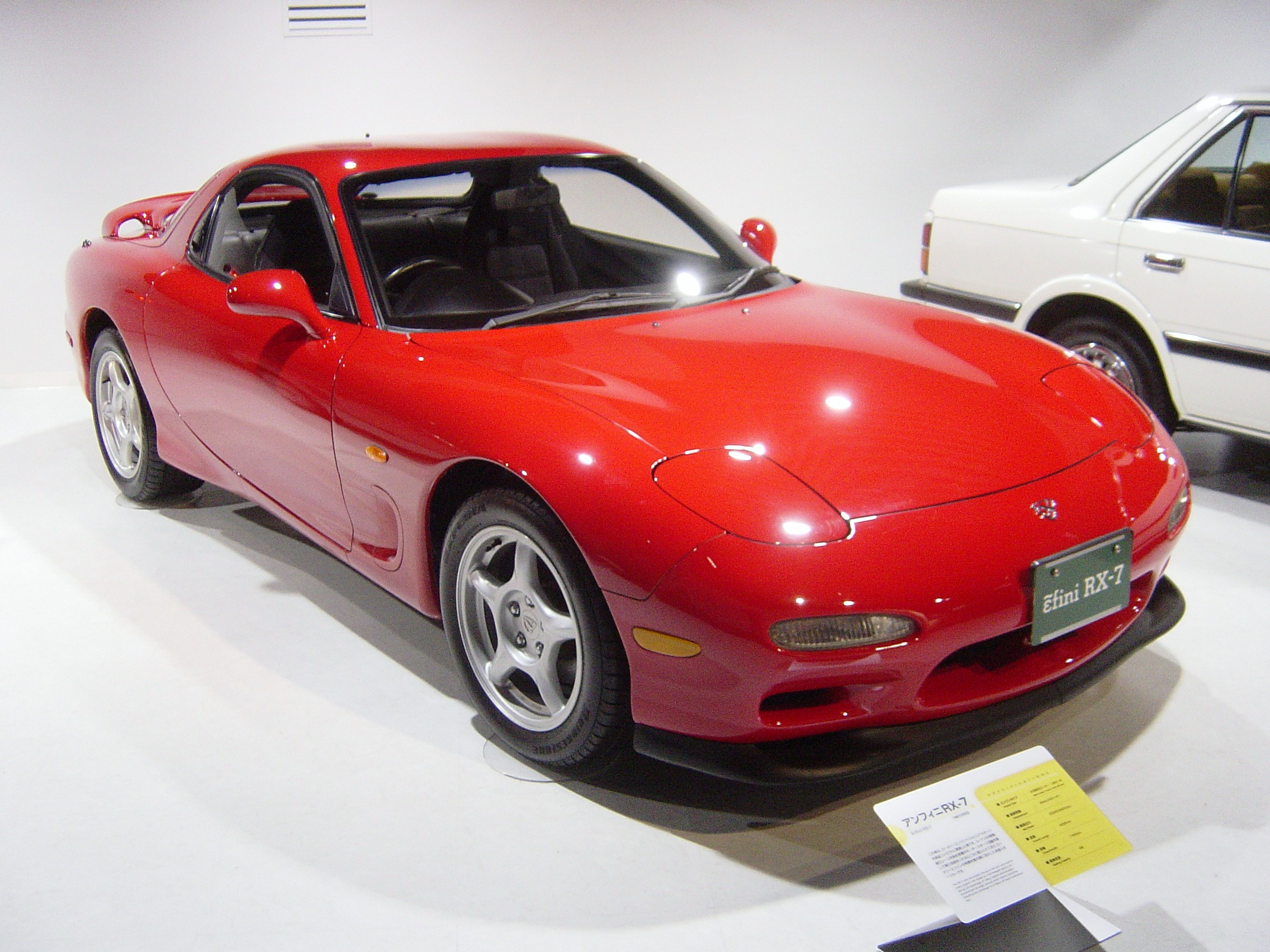
馬自達博物館展示的第三代RX-7
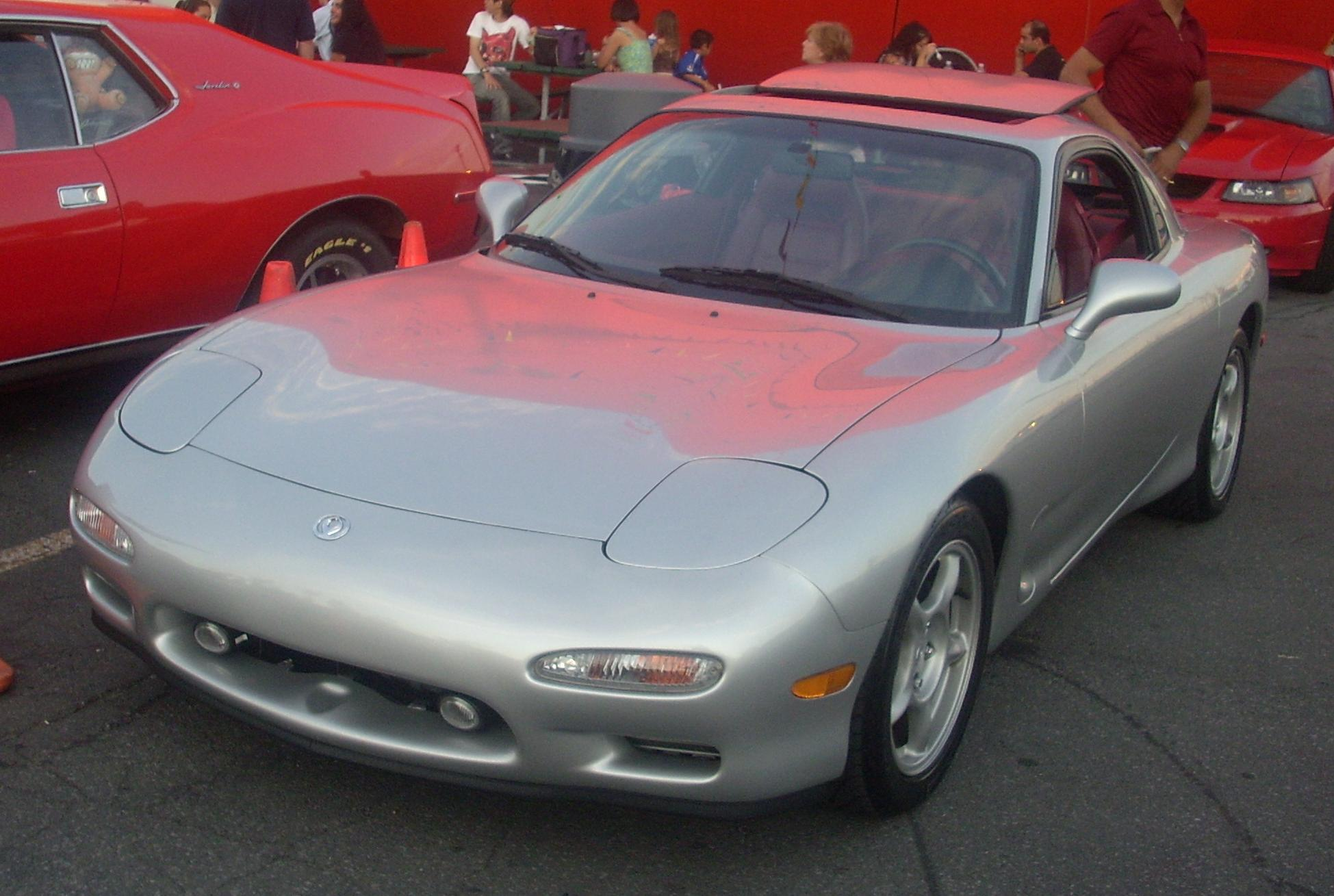
第三代RX-7（加拿大）
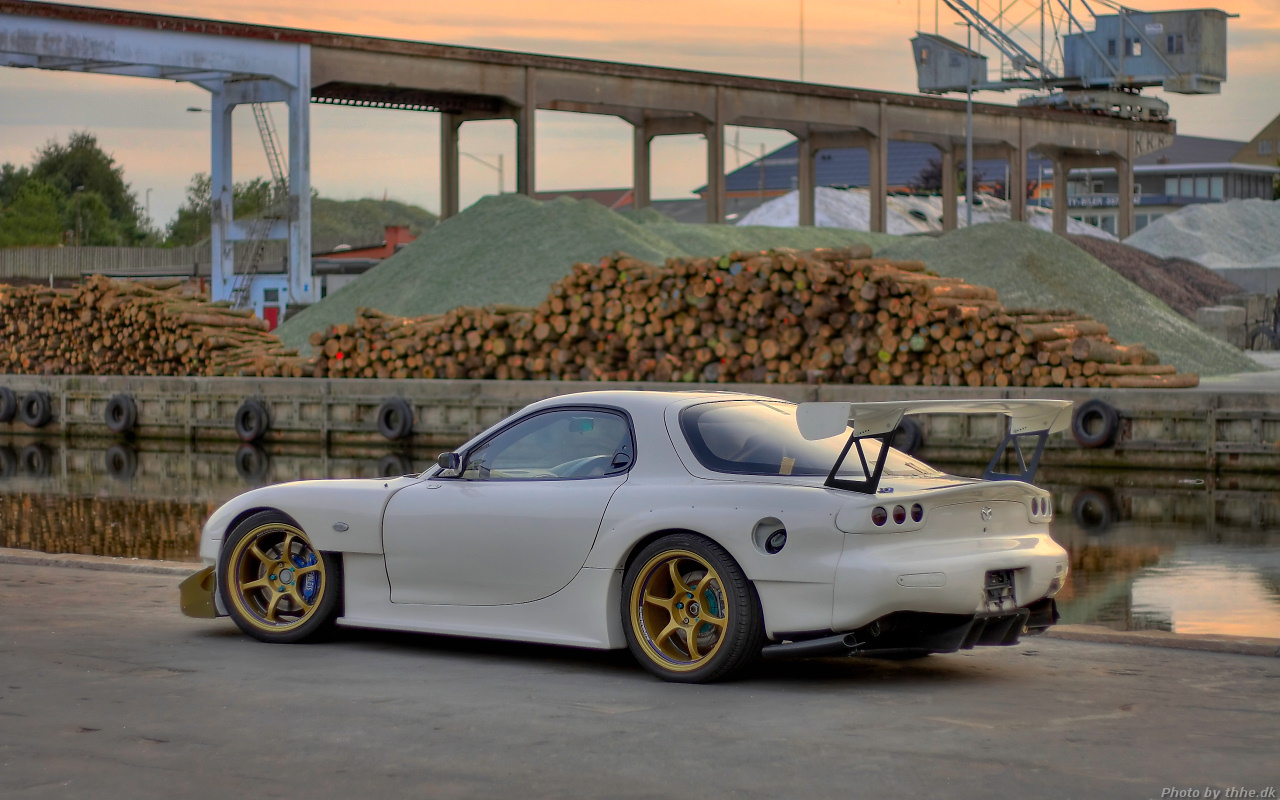
第三代RX-7 RE雨宮
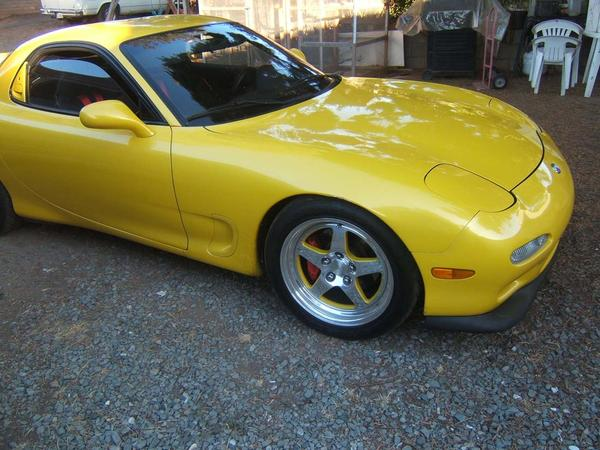
第三代RX-7（澳洲）

## 競速賽事
馬自達自1979年起以RX-7投入由美國IMSA（International Motor Sports Association）舉辦的GTU系列賽。該年RX-7分占德多納24小時耐力賽（24 Hours of Daytona）的冠、亞軍，並在GTU系列賽中奪冠，此後RX-7連續七年於此系列賽中得到第一名。自1982年起，RX-7也連續十年在GTO系列賽中掄元，超越其他車廠的紀錄。在美國SCCA（Sports Car Club of America）的賽事中，RX-7也表現良好：車手當·柯尼（Don Kearney）在NE分組、另一車手約翰·芬格（John Finger）在SE分組都取得了優異的成績。1981年馬自達派出三輛RX-7參加在比利時的斯帕-弗朗科爾尚賽道（（法文）Circuit de Spa-Francorchamps）舉辦的24小時耐力賽，由湯姆·渥金蕭（Tom Walkinshaw）駕駛的RX-7打敗對手BMW 530，贏得總合冠軍。

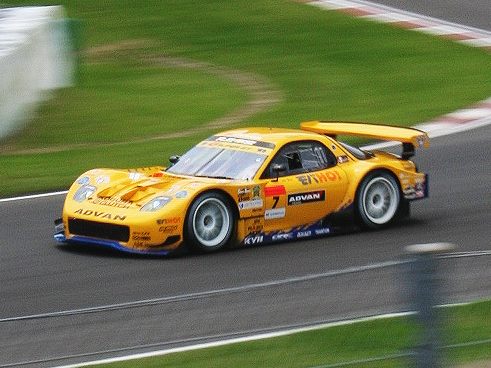
RE雨宮以FD3S參加超級GT賽鈴鹿站

在1992年至1994年連續三年間，FD3S投入澳洲的巴瑟斯特（Bathurst）12小時耐久賽皆獲得優勝，日本地區甚至推出限量紀念版「Type R Bathurst」銷售。日本車手今村陽一在2003年曾以FD3S在日本D1巡迴大賽（D1 Grand Prix）中獲得冠軍，而另一車手末永正雄則在2005年排名第二。日本RE雨宮車隊在2006年超級GT賽（舊稱：全日本GT選手權）的GT300級中以FD3S贏得冠軍。

## 未來展望
目前馬自達正投入下一世代轉子引擎的研發工作，代號為16X。雖然該公司原本計畫於2010年將16X型轉子引擎與RX-8後繼車款一同推出，但受到16X型引擎之油耗與二氧化碳排放的表現仍不盡理想，推出時間將繼續延後。忠實車迷們更引頸盼望馬自達能依循RX-7的純種跑車精神，開發出更輕量化、性能更強大的轉子引擎跑車。

## 外部連結
- 【MAZDA】RX-7開發故事
- 【MAZDA】Savanna
- （日語）【MAZDA】RX-7物語
- AutoNet汽車日報：MAZDA 90週年經典車特輯（三）
- YouTube - RX-7（FD）日本電視廣告 （页面存档备份，存于）